# Kačice
Kačice – gmina w Czechach, w powiecie Kladno, w kraju środkowoczeskim, w aglomeracji Pragi. Według danych z dnia 1 stycznia 2012 liczyła 1241 mieszkańców.